# Epocilla picturata
Epocilla picturata là một loài nhện trong họ Salticidae.
Loài này thuộc chi Epocilla. Epocilla picturata được Eugène Simon miêu tả năm 1901.